# Acos (distrito)
O Distrito peruano de Acos é um dos 7 distritos da Província de Acomayo, situada no Departamento de Cusco, pertenecente a  Região Cusco, Peru

## Transporte
O distrito de Acos é servido pela seguinte rodovia:
- CU-123, que liga o distrito de San Jerónimo à cidade de Acomayo
- CU-122, que liga o distrito à cidade de Colcha
- CU-117, que liga o distrito de Checacupe à cidade de Cusco[1][2][3]